# US5
US5 [ʌsˈfaɪv] war eine internationale erfolgreiche Boygroup zwischen den Jahren 2005 und 2009. Während ihrer Karriere verkaufte die Boygroup über 12 Millionen Tonträger.

## Bandgeschichte

### 2005: Gründung und Debütalbum
Die fünf männlichen Bandmitglieder – zwei Amerikaner, zwei Deutsche und ein Engländer – wurden vom US-amerikanischen Boygroup-Macher Lou Pearlman zusammengestellt und in der siebenteiligen RTL-II-Fernsehserie Big in America international vermarktet. Nachdem Big in America im Mai und Juni 2005 ausgestrahlt wurde, erschien Anfang Juli die Single Maria, die auf Platz zwei der deutschen Singlecharts einstieg und sich vier Wochen auf Platz eins hielt. Auch die weiteren Singleauskopplungen Just Because of You, Come Back to Me Baby und Mama platzierten sich in den Top fünf der Charts, genauso wie das erste Album Here We Go, das mit Gold und Platin ausgezeichnet wurde.

### 2006: In Control
Nach der Here We Go – Part 2-Tour im Mai 2006 waren US5 vermehrt im Ausland unterwegs. Dabei wurde die Band von einem Kamerateam für die eine zweite Staffel der Doku-Soap Big in America begleitet, die ab Sommer 2006 ausgestrahlt wurde. Im September 2006 wurde die erste Single Maria in England veröffentlicht und gelangte für eine Woche in die Top-40. Bereits zuvor war die Single in einigen mittel- und osteuropäischen Staaten, wie zum Beispiel Russland, Polen oder Tschechien, veröffentlicht worden. In Deutschland brachten US5 im Oktober 2006 ihre fünfte Single In the Club auf den Markt. Dies war die erste Auskopplung aus ihrem zweiten Album In Control, das Ende November erschien und das R ’n’ B geprägter war als das Debütalbum. Bei diesem Album wirkten erstmals auch die anderen Bandmitglieder – neben Jay Khan, der bereits beim ersten Album am Songwriting beteiligt war – am Komponieren und Texten der Lieder mit. Die Single stieg auf Platz zwei, das Album auf Platz sechs in die Charts ein.

### 2007
Die zweite Single-Auskopplung One Night with You, die im Januar 2007 veröffentlicht wurde, kam auf Platz zwei der deutschen Singlecharts. Anfang 2007 wurde in Polen das erste Album nach vier Wochen mit Gold ausgezeichnet; das zweite erreichte im Februar bereits vor der Veröffentlichung durch Vorbestellungen Goldstatus. Mit ihrer im Juni 2007 veröffentlichten Single Rhythm of Life, einer Uptempo-Nummer, gelang ihnen bereits zum siebten Mal in Folge der sofortige Einstieg in die Top fünf der deutschen Charts. US5 arbeiteten an der Ausweitung ihrer internationalen Karriere und nahmen zahlreiche Promotermine und Fernsehauftritte in Asien, u. a. in Japan und Taiwan, wahr. Im Oktober 2007 wurde bekanntgegeben, dass Mikel die Band verlassen hat, weil er eine Solokarriere anstrebt. Kurze Zeit später wurde Vincent Tomas als neues US5-Mitglied vorgestellt.

### 2008–2009
Im August 2008 wurde bekannt, dass Chris die Band aus gesundheitlichen Gründen verlassen hat. Seit November 2008 ist Cayce Clayton das fünfte Mitglied von US5. Im Februar 2009 verließ Vincent Tomas zunächst zusammen mit Izzy die Band, doch Izzy kehrte Mitte März wieder zurück. In einem We-Are-Family-Special Make US5 again wurde das neue Bandmitglied Jayson Pena gefunden. Ende 2009 entschied sich das Management Triple-M, die Band wegen des ausbleibenden Erfolgs aufzulösen.

## Mitglieder

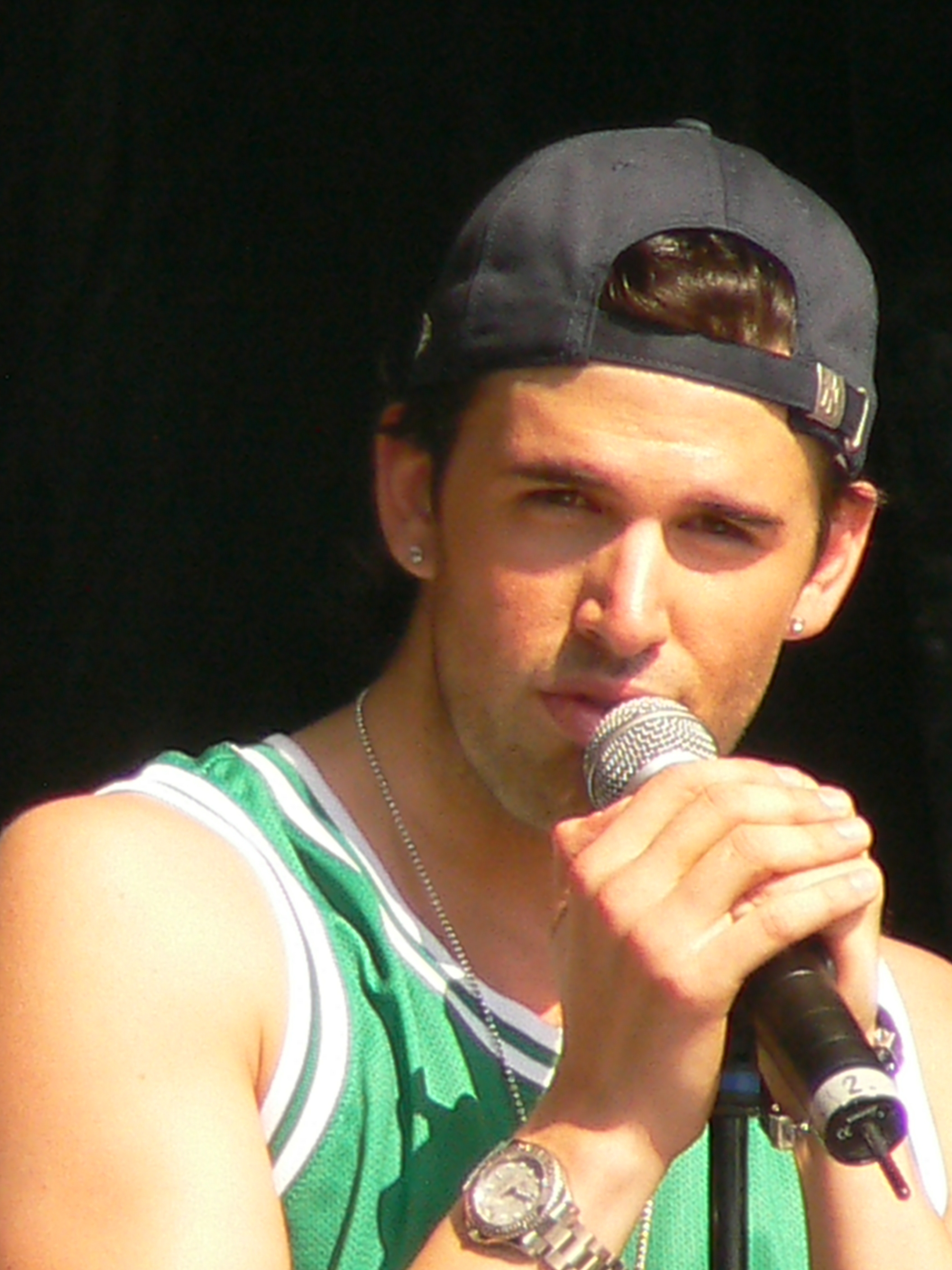
Jay
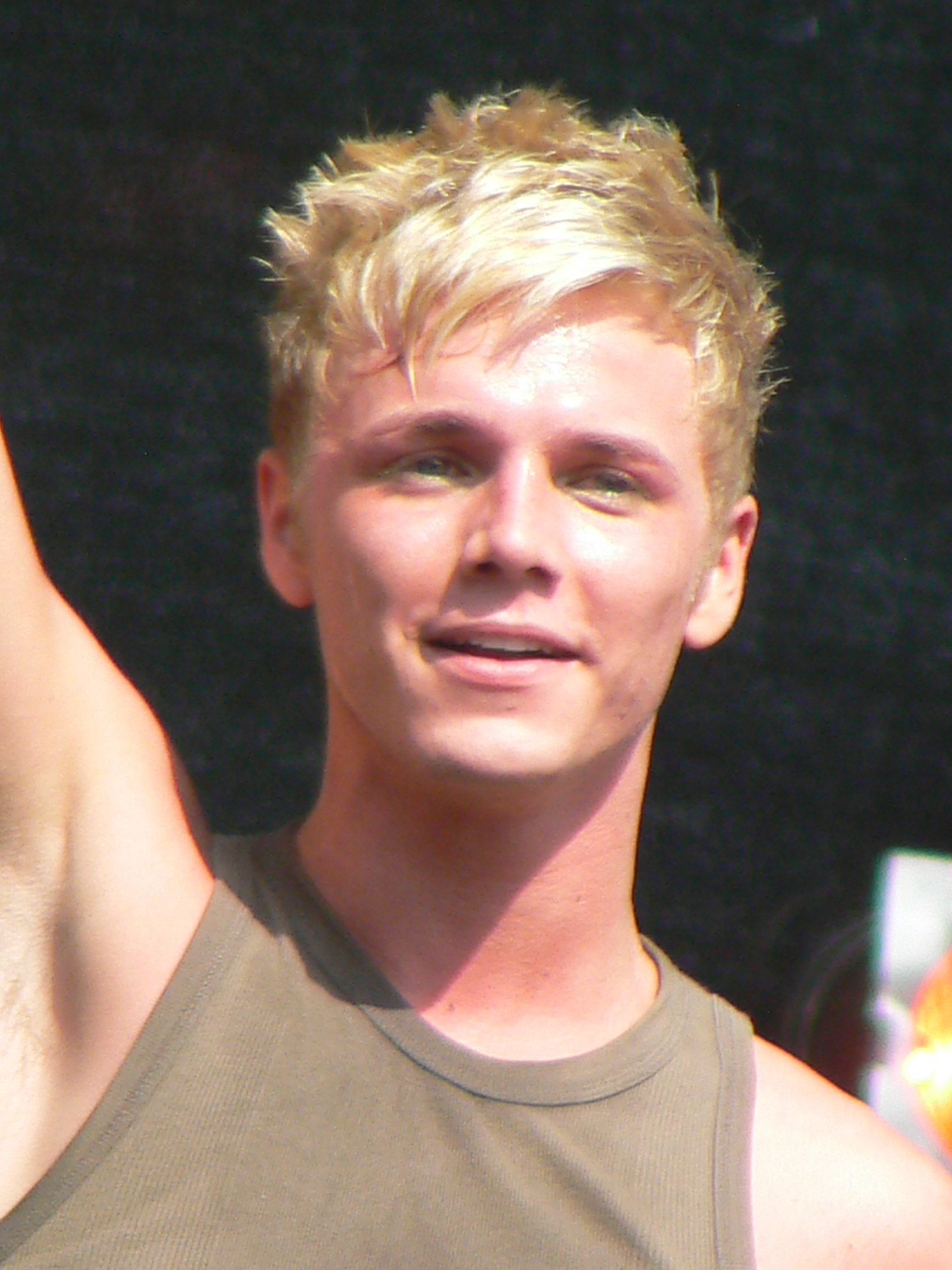
Richie
Izzy
Vince

### Zeitleiste: Bandmitglieder
| 2005                          | 2005                          | 2006                          | 2006                          | 2007                          | 2007                          | 2008                          | 2008                          | 2009                          | 2009                          |
| Tariq Jay Khan                | Tariq Jay Khan                | Tariq Jay Khan                | Tariq Jay Khan                | Tariq Jay Khan                | Tariq Jay Khan                | Tariq Jay Khan                | Tariq Jay Khan                | Tariq Jay Khan                | Tariq Jay Khan                |
| Christopher Richard Stringini | Christopher Richard Stringini | Christopher Richard Stringini | Christopher Richard Stringini | Christopher Richard Stringini | Christopher Richard Stringini | Christopher Richard Stringini | Christopher Richard Stringini | Christopher Richard Stringini | Christopher Richard Stringini |
| Izzy Gallegos                 | Izzy Gallegos                 | Izzy Gallegos                 | Izzy Gallegos                 | Izzy Gallegos                 | Izzy Gallegos                 | Izzy Gallegos                 | Izzy Gallegos                 |                               | Izzy Gallegos                 |
| Michael Johnson               | Michael Johnson               | Michael Johnson               | Michael Johnson               | Michael Johnson               | Vincent Tomas                 | Vincent Tomas                 | Vincent Tomas                 |                               | Jayson Pena                   |
| Christoph Watrin              | Christoph Watrin              | Christoph Watrin              | Christoph Watrin              | Christoph Watrin              | Christoph Watrin              | Cayce Clayton                 | Cayce Clayton                 | Cayce Clayton                 | Cayce Clayton                 |
| ----------------------------- | ----------------------------- | ----------------------------- | ----------------------------- | ----------------------------- | ----------------------------- | ----------------------------- | ----------------------------- | ----------------------------- | ----------------------------- |

- Tariq Jay Khan (* 31. März 1982) aus London, wuchs in Berlin auf, abgebrochenes Journalismus-Studium, seit dem 16. Lebensjahr im Musikbusiness (TK-Roxx für Tariq Khan Rocks), schrieb für US5 und andere Bands (etwa Overground) mehrere Charterfolge. Nach der Auflösung der Band begann Khan eine Solokarriere.
- Christopher Richard „Richie“ Stringini (* 28. November 1988, nach manchen Quellen 1986[6][7]) aus Wheaton, Illinois, war vorher als Schauspieler in diversen amerikanischen Kurzfilmen, Werbespots und dem Hollywoodstreifen Rule Number One und früher auch als Kinder- und Jugendmodel tätig.
- Christopher Carl Helsby „Izzy“ Gallegos (* 19. September 1983) aus Stockton, Kalifornien, vorher bereits Musiker bei der damaligen Band Exact. Er verließ die Band Ende Februar 2009, entschied sich im März 2009 jedoch wieder für die Band.
- Michael „Mikel“ Johnson (* 18. Juli 1987) aus Mainz, gelernter Industriekaufmann und Musiker, schon vorher oft als Backgroundtänzer aufgetreten. Hat die Band im Herbst 2007 verlassen.
- Christoph „Chris“ Watrin (* 7. August 1988) aus Köln, machte seinen Mittleren Schulabschluss am Gymnasium Kreuzgasse. Hat die Band Ende August 2008 verlassen und lebt jetzt in Berlin, wo er sein Abitur nachholt.
- Vincent „Vince“ Tomas (* 27. August 1989) aus Los Angeles, kam als Nachfolger von Mikel in die Band. Er verließ die Band im Februar 2009.
- Cayce Clayton (* 3. Dezember 1988) aus Atascadero, Kalifornien, kam als Nachfolger von Chris in die Band.
- Jayson Pena (* 28. Oktober 1990) aus New York, kam als Nachfolger von Vince in die Band.

Zu den Produzenten der Gruppe gehörten Lou Pearlman, Mike Michaels, Mark Dollar und Sammy Naja vom Produzententeam Triple M Music (unter anderem Overground, Ayman und Music Instructor).

## Diskografie
Studioalben

| Jahr | Titel Musiklabel                                 | Höchstplatzierung, Gesamtwochen, AuszeichnungChartplatzierungen (Jahr, Titel, Musiklabel, Platzierungen, Wochen, Auszeichnungen, Anmerkungen) | Höchstplatzierung, Gesamtwochen, AuszeichnungChartplatzierungen (Jahr, Titel, Musiklabel, Platzierungen, Wochen, Auszeichnungen, Anmerkungen) | Höchstplatzierung, Gesamtwochen, AuszeichnungChartplatzierungen (Jahr, Titel, Musiklabel, Platzierungen, Wochen, Auszeichnungen, Anmerkungen) | Höchstplatzierung, Gesamtwochen, AuszeichnungChartplatzierungen (Jahr, Titel, Musiklabel, Platzierungen, Wochen, Auszeichnungen, Anmerkungen) | Höchstplatzierung, Gesamtwochen, AuszeichnungChartplatzierungen (Jahr, Titel, Musiklabel, Platzierungen, Wochen, Auszeichnungen, Anmerkungen) | Anmerkungen                                                 |
| Jahr | Titel Musiklabel                                 | DE | AT | CH | UK | US | Anmerkungen                                                 |
| ---- | ------------------------------------------------ | --- | --- | --- | --- | --- | ----------------------------------------------------------- |
| 2005 | Here We Go Global Records • Triple M Music (UMG) | DE5 ×3Dreifachgold · (43 Wo.)DE | AT7 Gold · (21 Wo.)AT | CH23 (21 Wo.)CH | — | — | Erstveröffentlichung: 18. November 2005 Verkäufe: + 325.000 |
| 2006 | In Control Triple M Music (UMG)                  | DE6 (10 Wo.)DE | AT7 (5 Wo.)AT | CH44 (4 Wo.)CH | — | — | Erstveröffentlichung: 24. November 2006 Verkäufe: + 10.000  |
| 2008 | Around the World Triple M Music (UMG)            | DE38 (1 Wo.)DE | AT62 (1 Wo.)AT | — | — | — | Erstveröffentlichung: 14. November 2008                     |
| 2010 | Back Again Triple M Music (UMG)                  | — | — | — | — | — | Erstveröffentlichung: 1. Juni 2010                          |

## Auszeichnungen

### 2005
- Goldener Bravo Otto (Superband Pop)
- Yam!-Award Superstar 2005 (Richie Stringini)
- German Radio Award (Best Newcomer Male)
- ADTV Music-Award für Maria

### 2006
- XPress-Award Goldener Pinguin (Beste Band)
- Jetix Kids Award (Beste Band)
- Goldener Bravo Otto (Superband Pop)

### 2007
- Goldene Kamera (Pop International Band)
- Radio Regenbogen Award (Popgruppe des Jahres)
- Steiger Award (Nachwuchs)
- Vivalicious Style Award
- XPress-Award Goldener Pinguin (Bester Song: In the Club)
- VIVA Comet (Superband / Event des Jahres) (Polen)
- Nick Kids’ Choice Award (Lieblingsband)
- Jetix Kids Award (Beste Band)
- Goldener Bravo Otto (Superband Pop)

### 2008
- ÓčKO-Award Best Act Pop and Dance (Tschechien)
- Nick Kids’ Choice Award (Lieblingsband)
- Jetix Kids Award (Beste Band)
- Celebrity Magazin Award (Beste Band International)
- Celebrity Magazin Award (Bestes Video: US5 - Round & Round)
- Silberner Bravo Otto (Superband Pop/Rock)

### 2009
- Bronzerner Bravo Otto (Superband Pop/Rock)